# سوزانا لوپز چارتران
سوزانا لوپز چارتران (انگلیسی: Susana López Charretón؛ زادهٔ ۱۹ ژوئن ۱۹۵۷) دانشمند در زمینه ویروس‌شناسی اهل مکزیک است.
وی همچنین برندهٔ جوایزی همچون ۱۰۰ زن بی‌بی‌سی شده‌است.